# 1444
1444（千四百四十四、せんよんひゃくよんじゅうよん、せんよんひゃくよんじゅうし）は自然数、また整数において、1443の次で1445の前の数である。

## 性質
- 1444 は合成数であり、約数は 1, 2, 4, 19, 38, 76, 361, 722, 1444 である。
  - 約数の和は2667。
    - 約数の和が奇数になる64番目の数である。1つ前は1369、次は1458 。

  - 約数を9個もつ12番目の数である。1つ前は1225、次は1521。
- 1444 = 382
  - 38番目の平方数である。1つ前は1369、次は1521。
  - 29番目の単一の形でしか表せない平方数である。1つ前は1369、次は1521。(オンライン整数列大辞典の数列 A153158)
  - n = 2 のときの 38n の値とみたとき1つ前は38、次は54872。
  - 1444 = (2 × 19)2
    - n = 19 のときの (2n)2 の値とみたとき1つ前は1296、次は1600。(オンライン整数列大辞典の数列 A016742)

  - 1444 = 22 × 192
    - 2つの異なる素因数の積で p2 × q2 の形で表せる11番目の数である。1つ前は1225、次は1521。(オンライン整数列大辞典の数列 A085986)

  - 1444 = 1 × 2 × 19 × 38
    - 38 の約数の積で表せる数である。1つ前は37、次は1521。(オンライン整数列大辞典の数列 A007955)

  - 数字を2個しか用いていない16番目の平方数である。1つ前は900、次は7744。(オンライン整数列大辞典の数列 A235717)
    - 4桁でこの性質の数は1444と88番目の平方数である7744のみである。
    - 4桁の平方数の中で下3桁がすべて同じになる平方数は1444のみである。

  - 最下位の桁を切り捨てても平方数になる6番目の平方数である。ただし1桁の数を除く。1つ前は361、次は3249。(オンライン整数列大辞典の数列 A023110)
    - 例．1444 = 382、144 = 122
- 各位の和が13になる114番目の数である。1つ前は1435、次は1453。
- 各位の平方和が平方数になる94番目の数である。1つ前は1422、次は1480。(オンライン整数列大辞典の数列 A175396)
- 各位の立方和が193になる最小の数である。次は4144。(オンライン整数列大辞典の数列 A055012)
  - 各位の立方和が n になる最小の数である。1つ前の192は444、次の194は11444。(オンライン整数列大辞典の数列 A165370)
- 1444 = 22 + 122 + 362 = 122 + 202 + 302
  - 異なる3つの平方数の和2通りで表せる236番目の数である。1つ前は1440、次は1450。(オンライン整数列大辞典の数列 A025340)

## その他 1444 に関連すること
- 西暦1444年
- 14時44分を指す。